# Seznam obětí vyhlazení Ležáků
Seznam obětí vyhlazení Ležáků uvádí přehled všech obyvatel této osady, kteří přišli o svůj život v rámci Heydrichády v roce 1942. Někteří obyvatelé osady totiž pomáhali skupině parašutistů Silver A ve složení Alfréd Bartoš, Josef Valčík a Jiří Potůček. Tu nechala nad Protektorátem Čechy a Morava vysadit československá exilová vláda v Londýně. Parašutisté vybavení vysílačkou s krycím jménem Libuše informovali londýnskou vládu o situaci v protektorátu. Současně měli vytvořit středisko, jež by koordinovalo akce ostatních parašutistů.

## Dospělí
Všechny dospělé, za které pokládali osoby starší patnácti let, nacisté popravili v pardubickém Zámečku.

| Jméno a příjmení    | Jméno a příjmení z německého záznamu o popravě | Bydliště | Datum narození     | Datum popravy    | Věk |
| ------------------- | ---------------------------------------------- | -------- | ------------------ | ---------------- | --- |
| Břetislav Boháč     | Bretislav Bohac                                | 25       | 12. prosince 1912  | 24. června 1942  | 29  |
| Josef Boháč         | Josef Bohac                                    | 23       | 31. března 1868    | 24. června 1942  | 74  |
| Květoslava Boháčová | Kvestoslava Bohac                              | 23       | 13. března 1918    | 24. června 1942  | 24  |
| Marie Boháčová      | Marie Bohakova                                 | 23       | 29. dubna 1872     | 24. června 1942  | 70  |
| Čeněk Bureš         | Zdenek Bures                                   | 23       | 22. července 1908  | 24. června 1942  | 33  |
| Františka Burešová  | Franziska Buresova                             | 23       | 5. července 1908   | 24. června 1942  | 33  |
| Antonín Čech        | Anton Cech                                     | 13       | 29. května 1882    | 24. června 1942  | 60  |
| Vlasta Čechová      | Vlasta Cechova                                 | 13       | 20. května 1923    | 24. června 1942  | 19  |
| Ludvík Dušek        | Ludwig Dusek                                   | 27       | 18. října 1920     | 24. června 1942  | 21  |
| Květoslava Dušková  | Kvetoslava Tuskova                             | 27       | 1. března 1924     | 24. června 1942  | 18  |
| Marie Dušková       | Marie Tuskova                                  | 27       | 8. dubna 1894      | 24. června 1942  | 48  |
| Aloisie Hrdá        | Aloise Hrdova                                  | H 26     | 28. dubna 1900     | 24. června 1942  | 42  |
| Josef Hrdý          | Josef Hrdy                                     | H 26     | 26. června 1870    | 24. června 1942  | 71  |
| Stanislav Hrdý      | Ladislav Hrdy                                  | H 26     | 28. dubna 1900     | 24. června 1942  | 42  |
| Marie Jamborová     | Marie Jamborova                                | 28       | 6. listopadu 1894  | 24. června 1942  | 47  |
| Marie Klapková      | Marie Klapkova                                 | 29       | 8. prosince 1898   | 24. června 1942  | 43  |
| Vlasta Klapková     | Vlasta Klapkova                                | 29       | 20. prosince 1920  | 24. června 1942  | 21  |
| Antonín Louvar      | Anton Louva                                    | 28       | 20. května 1922    | 24. června 1942  | 20  |
| Františka Louvarová | Franziska Louva                                | 28       | 14. července 1889  | 24. června 1942  | 52  |
| Alois Mrkvička      | Alois Mrkvicka                                 | 28       | 1. dubna 1914      | 24. června 1942  | 28  |
| Marie Mrkvičková    | Marie Mrkvickova                               | 29       | 28. června 1919    | 24. června 1942  | 22  |
| Antonín Pilař       | Anton Pilar                                    | D 26     | 4. prosince 1887   | 24. června 1942  | 54  |
| Helena Skalická     | Helene Skalycka                                | 27       | 11. srpna 1926     | 24. června 1942  | 15  |
| Antonín Skalický    | Anton Skalicky                                 | 27       | 26. prosince 1896  | 24. června 1942  | 45  |
| Miloš Stantejský    | Milos Standejsky                               | D 26     | 11. ledna 1920     | 24. června 1942  | 22  |
| Adolf Sýkora        | Adolf Sykora                                   | 12       | 4. května 1908     | 24. června 1942  | 34  |
| František Sýkora    | Franz Sykora                                   | 12       | 22. března 1913    | 24. června 1942  | 29  |
| Emilie Sýkorová     | Emlie Sykora                                   | 12       | 4. července 1911   | 24. června 1942  | 30  |
| Marie Sýkorová      | Marie Sykora                                   | 11       | 11. června 1915    | 24. června 1942  | 27  |
| Milada Sýkorová     | Milada Sykora                                  | 12       | 13. července 1916  | 24. června 1942  | 25  |
| Josef Šťulík        | Josef Stulik                                   | D 26     | 28. ledna 1913     | 2. července 1942 | 29  |
| Františka Švandová  | Franziska Svanda                               | D 26     | 4. října 1909      | 2. července 1942 | 32  |
| Jindřich Švanda     | Jindrich Svanda                                | D 26     | 13. července 1904  | 2. července 1942 | 37  |
| Karel Tomek         | Karl Tomek                                     | 11       | 17. září 1886      | 24. června 1942  | 55  |
| Karel Tomek         | Karl Tomek                                     | 11       | 24. ledna 1924     | 25. června 1942  | 18  |
| Růžena Tomková      | Rucene Tomkova                                 | 11       | 1. září 1891       | 24. června 1942  | 50  |
| Růžena Tomková      | Rucena Tomkova                                 | 11       | 30. listopadu 1923 | 24. června 1942  | 18  |

## Děti
Děti, tedy mladší 15 let, byly zavražděny v plynovém voze ve vyhlazovacím táboře Chelmno.
| Jméno a příjmení  | Bydliště | Datum narození    | Datum popravy     | Věk |
| ----------------- | -------- | ----------------- | ----------------- | --- |
| Marta Čechová     | 13       | 9. července 1927  | 25. července 1942 | 15  |
| Oldřich Dušek     | 27       | 1. února 1933     | 25. července 1942 | 9   |
| Marie Hrdá        | H 26     | 5. ledna 1930     | 25. července 1942 | 12  |
| Stanislav Klapka  | 29       | 11. dubna 1929    | 25. července 1942 | 13  |
| Jaromír Mrkvička  | 28       | 24. května 1941   | 25. července 1942 | 1   |
| Jiří Sýkora       | 12       | 14. března 1933   | 25. července 1942 | 9   |
| Milada Sýkorová   | 12       | 28. března 1939   | 25. července 1942 | 3   |
| Pavel Sýkora      | 12       | 24. června 1941   | 25. července 1942 | 1   |
| Bohumila Švandová | D 26     | 24. dubna 1940    | 25. července 1942 | 2   |
| Emilie Švandová   | D 26     | 26. února 1939    | 25. července 1942 | 3   |
| Břetislav Tomek   | 11       | 13. července 1929 | 25. července 1942 | 13  |